# Libuše Šafránková
Libuše Šafránková, född 7 juni 1953 i Brno, Tjeckoslovakien, död 9 juni 2021 i Prag, Tjeckien, var en tjeckisk skådespelare. Hon tilldelades 2008 priset Hvězda mého srdce ("Mitt hjärtas stjärna") av tjeckiska televisionen. Hon var gift med skådespelaren Josef Abrhám och syster till Miroslava Šafránková, även hon skådespelare.

## Filmografi
- Babička (1971)
- Askungen och de tre nötterna (Tři oříšky pro Popelku) (1973)
- Přijela k nám pouť (1973)
- Jak utopit doktora Mráčka aneb Konec vodníků v Čechách (1974)
- Můj brácha má prima bráchu (1975)
- Paleta lásky (1975)
- Sarajevski atentat (1975)
- Malá mořská víla (1976)
- Splynutí duší (1976)
- Brácha za všechny peníze (1978)
- Princ a Vecernice (1978)
- Vrchní, prchni! (1981)
- Křtiny (1981)
- Třetí princ (1982)
- Soľ nad zlato (1982)
- Svatební cesta do Jiljí (1983)
- Jára Cimrman ležící, spící (1983)
- Slavnosti sněženek (1983)
- Min lilla by (Vesničko má středisková) (1985)
- Zuřivý reportér (1987)
- Člověk proti zkáze (1989)
- Obecná škola (1991)
- Žebrácká opera (1991)
- Náhrdelník (1992)
- Královský život otroka (1992)
- Nesmrtelná teta (1993)
- Kolya (1996)
- Báječná léta pod psa (1997)
- Všichni moji blízcí (1999)
- Návrat ztraceného ráje (1999)
- Elixir a Halibela (2001)
- Četnické humoresky (2003)
- Fišpánská Jablíčka (2008)
- Micimutr (2011)